# تشارلز في. باك
تشارلز في. باك (بالإنجليزية: Charles V. Park)‏ هو أمين مكتبة أمريكي، ولد في 19 يناير 1885، وتوفي في 11 سبتمبر 1982.